# Kingdom Hearts II
Kingdom Hearts II (яп. キングダムハーツII Кингудаму Ха:цу Цу:, «Королевство Сердец II») — компьютерная игра в жанре экшн-РПГ, разработанная и изданная Square Enix и Disney Interactive эксклюзивно на игровую приставку PlayStation 2. Она вышла 22 декабря 2005 года в Японии, 28 марта 2006 года в США, 28 сентября 2006 года в Австралии и 29 сентября 2006 года в Европе. Игра, созданная совместными усилиями Disney Interactive и Squaresoft, является продолжением Kingdom Hearts; в неё одновременно вошли персонажи серии Final Fantasy и миров Уолта Диснея. Так как первая часть серии была очень популярна, по её мотивам были написаны манга и ранобэ. В 2007 году только в Японии вышло дополнение под названием Kingdom Hearts II Final Mix+.
Kingdom Hearts II — третья игра в одноимённой серии. Действие игры происходит через год после событий Kingdom Hearts: Chain of Memories. По сюжету мальчик по имени Сора (яп. ソラ Сора, англ. Sora) продолжает искать своих пропавших друзей. Как и в предыдущих играх серии, в Kingdom Hearts II появляются как персонажи серии игр Final Fantasy, так и диснеевские персонажи. Организация XIII (яп. XIII機関 Дзю:Сан Кикан, англ. Organization XIII) из Chain of Memories также появляется в игре и играет огромную роль в сюжете.
Игра была успешной и получила высокие оценки от критиков. За первую неделю после выхода в Японии было продано более миллиона копий; такой же рубеж преодолела американская версия через месяц. На 31 марта 2007 года было продано более 4 миллионов копий по всему миру.

## Игровой процесс
В основном геймплей Kingdom Hearts II не отличается от своего предшественника, хотя разработчики, по их словам, старались исправить многие ошибки, встречавшиеся в игровом процессе первой части. Сюжет игры линеен, однако содержит множество побочных квестов. Виртуальная камера в основном показывает вид от третьего лица, однако вид от первого лица также доступен при желании. Бо́льшая часть игры проходит на соединённых между собой локациях, где и происходят бои.
Как и во многих ролевых играх, в Kingdom Hearts II есть система опыта. Побеждая врагов, главный герой и его напарники получают опыт. Получив определённое количество очков, главный герой или его напарник поднимается на уровень вверх — с новым уровнем увеличиваются его характеристики, в результате чего персонаж становится сильнее. Как и в первой игре, в начале Kingdom Hearts II игрок проходит обучение, где решает, какую характеристику — атаку, защиту или магию — усилить, а какой пожертвовать взамен.
Бои в Kingdom Hearts II происходят в реальном времени. Игрок использует аналоговый стик и кнопки, чтобы бегать и прыгать; также в левом нижнем углу экрана находится меню, в котором можно выбрать команду (англ. Commands) — то или иное действие персонажа. С помощью меню можно атаковать врага, применить заклинание, использовать предмет, призвать нового напарника на поле боя или использовать совместную атаку с напарником. Появилась новая способность «Команда реакции» (англ. Reaction Command), которую можно применить только в битвах против определённых врагов. Чтобы её использовать, игрок должен нажать кнопку  на геймпаде в нужный момент. Определённых боссов можно добить только «командой реакции».
Полёты на Корабле Гамми (англ. Gummi Ship) из первой игры, ставшие объектом критики, были изменены. Хотя суть полётов осталась той же самой, система была переделана так, чтобы представлять собой нечто среднее между «шутером на рельсах» и «американскими горками Диснейленда», то есть «труба», по которой летит корабль, перестала быть прямолинейной. Корабль Гамми нужен, чтобы путешествовать в пространстве между мирами. Теперь в мир нельзя попасть сразу: чтобы попасть в тот или иной мир, нужно пройти миссию на Корабле Гамми, где игрок должен сражаться с вражескими кораблями. После прохождения миссии мир становится открыт, но если по сюжету его снова нужно будет пройти, то задание нужно будет проходить заново.

### Драйв-формы
Одно из наиболее примечательных нововведений — Драйв-шкала (англ. Drive Gauge). Её можно тратить либо на призыв новых напарников на поле боя, либо на переход в Драйв-форму (англ. Drive Form). Когда Сора переходит в Драйв-форму, он в буквальном смысле сливается со своими союзниками и становится намного сильнее. Некоторые Драйв-формы позволяют Соре носить два Ключ-Клинка (яп. キーブレード ки:бурэ:до, англ. Keyblade), а также дают ему способности, которые могут быть использованы вне боя. Первые Драйв-формы, которые игрок получает, требуют, чтобы Сора слился с одним из напарников (Дональдом или Гуфи); позже можно научиться сливаться с обоими сразу. Когда Сора использует Драйв-форму, напарник или напарники исчезают до того момента, пока Сора не перейдёт в нормальное состояние. В отличие от очков здоровья и очков маны, Драйв-шкалу нельзя заполнить на точках сохранения игры — её можно заполнить, только убивая врагов.
Как и в первой игре, Сора может призвать некоторых персонажей. Вызванный им герой заменит собой двух напарников и будет сражаться за Сору, пока Драйв-шкала не закончится или пока Сора не умрёт. Призываемые персонажи могут проводить совместные атаки с игроком. Можно прокачивать Драйв-формы и способности к призыву — чем выше уровень, тем длиннее время использования Драйв-формы или призыва, и тем больше способностей в Драйв-форме доступны для игрока.

## Сюжет

### Игровая вселенная
Вселенная Kingdom Hearts II состоит из уровней, называемых мирами. Как и в первой игре, бо́льшая часть локаций основана на мультфильмах студии Уолта Диснея, а остальные были придуманы специально для серии игр. Впервые в серии появились миры, основанные на фильмах Диснея. У каждого мира свой облик и персонажи, в зависимости от того, на каком произведении Диснея он был основан. Они существует отдельно и не пересекается с другими локациями, за редкими исключениями. Главные герои, Сора, Дональд Дак и Гуфи, путешествуют на Корабле Гамми.
Некоторые миры из Kingdom Hearts фигурируют и в настоящей игре, но при этом в них появляются новые локации. Например, появилась Земля Драконов, похожая на Древний Китай и основанная на мультфильме «Мулан», Замок Чудовища — замок в французском стиле, основанный на мультфильме «Красавица и Чудовище», Вечная Река, основанная на одном из первых чёрно-белых диснеевских мультфильмов — «Пароходик Вилли», Порт-Ройал из фильма «Пираты Карибского моря: Проклятие „Чёрной жемчужины“», Земли Прайда — большая саванна из мультфильма «Король Лев», и Космические Параноиды из фильма «Трон» — киберпространство внутри компьютера, находящегося в Пустом Бастионе. Сумеречный Город из Chain of Memories также появляется в игре и играет значимую роль в сюжете. Мир, Которого Никогда Не Было — новый мир, в котором находится штаб-квартира Организации XIII.

### Персонажи
Как и в первой игре, главный герой игры — Сора, 15-летний подросток, избранный Ключ-Клинком, волшебным оружием для борьбы с силами тьмы. Его сопровождают Дональд Дак, придворный маг Замка Дисней, и Гуфи, капитан охраны Замка Дисней. В первой Kingdom Hearts Король приказал Дональду и Гуфи найти «ключ», который должен спасти мир от Бессердечных — существ, являющихся порождениями тьмы. Как выяснилось, этот «ключ» был Ключ-Клинком Соры. Дональд и Гуфи стали лучшими друзьями Соры и отправились с ним в путешествие. Другие важные для сюжета персонажи — Рику и Каири, друзья детства главного героя с Островов Судьбы, Роксас — загадочный мальчик с Ключ-Клинком, и ДиЗ — мужчина в красном балахоне, замышляющий месть против Организации XIII.
Как и в предыдущих играх, в Kingdom Hearts II присутствуют как диснеевские персонажи, так и персонажи из серии игр Final Fantasy. Многие персонажи были в первой игре, другие появляются в серии впервые, так, например, среди диснеевских персонажей появляются Скрудж Макдак и Пит, а из персонажей Final Fantasy появляются впервые Сетцер из Final Fantasy VI, Сайфер, Фудзин и Райдзин из Final Fantasy VIII, Тифа Локхарт из Final Fantasy VII, Виви Орнитир из Final Fantasy IX, Аурон из Final Fantasy X и Юна, Рикку и Пэйн из Final Fantasy X-2. Тэцуя Номура изначально не хотел включать в игру персонажей, дизайн которых он не делал собственноручно, так как опасался, что он не слишком хорошо знает их характеры и историю и что он не сможет правильно их воспроизвести в игре, но под давлением со стороны своих подчинённых поменял своё решение и вставил в игру Виви и Сетцера.
В диснеевских мирах к Соре в команду обычно вступают герои этих миров, таким образом, в Земле Драконов к подросткам присоединяется Фа Мулан — девушка, выдающая себя за мужчину, чтобы сражаться бок о бок со своим отцом, в Порт Рояле в команду вступает Джек Воробей — пират, желающий вернуть свой корабль, «Чёрную жемчужину», в Землях Прайда Соре помогает Симба, истинный король этих земель, а в Космических Параноидах Сора объединяется с Троном, программой, которая хочет положить конец господству Программы Мастер-Контроль.
Организация XIII, группа людей без сердец, является главными злодеями игры. Она контролирует Несуществующих — существ без сердец, оставшихся после того, как сердце существа превратилось в Бессердечного.

### История
Действие Kingdom Hearts II начинается через год после событий предыдущей игры серии, Kingdom Hearts: Chain of Memories. Сора, Дональд и Гуфи спали весь год, восстанавливая свои утерянные воспоминания. Тем временем Роксас, Несуществующий Соры, оказывается заключённым в виртуальной версии Сумеречного Города, которую создал ДиЗ. Так как Роксас — Несуществующий Соры, он мешал восстановлению его памяти, поэтому ДиЗ заставил Роксаса слиться с ним, чтобы тот смог проснуться. ДиЗ хотел, чтобы Сора проснулся, потому что его можно было легко использовать в качестве орудия мести Организации XIII. Планам ДиЗа хочет помешать Аксель — бывший друг Роксаса во время его пребывания в Организации, но ему это не удаётся. После этого Сора, Дональд и Гуфи просыпаются в настоящем Сумеречном Городе и встречают волшебника Йена Сида, учителя Короля Микки. Йен Сид посылает Сору найти Рику и разрушить планы Организации XIII и их Несуществующих. Малефисента, одна из злодеев первой части, возвращается и вместе с Питом замышляет захват миров.
Сора путешествует по мирам, основанным на фильмах и мультфильмах студии Уолта Диснея, попутно сражаясь с Организацией XIII, Бессердечными, Малефисентой, Питом и диснеевскими злодеями. Когда Сора посещает Пустой Бастион, он встречается с Королём Микки, который объясняет ему, кто такой Ансем, главный злодей из первой игры: Ансем, которого победил Сора, на самом деле был Бессердечным Ксеханорта — ученика Ансема Мудрого. У Ксеханорта есть и Несуществующий — Ксемнас, и он — глава Организации XIII. План Организации XIII раскрыт: они хотят заставить Сору уничтожать с помощью Ключ-Клинка Бессердечных, тем самым освобождая их сердца и таким образом пытаясь собрать Королевство Сердец. Королевство Сердец нужно Организации, чтобы её члены смогли вернуть себе сердца и начать нормальное существование. Сора вновь посещает все диснеевские миры, помогая местным героям, и попутно ищет базу Организации XIII. Иногда ему помогает незнакомец в чёрной мантии; герои предполагают, что этот незнакомец и есть Рику.
Поиски приводят Сору, Дональда и Гуфи обратно в Сумеречный город. Там они находят секретный портал в Мир, Которого Никогда Не Было — базу Организации XIII. Зайдя в портал, они встречают Акселя, который жертвует собой, чтобы спасти Сору от армии Несуществующих и тем самым открыть ему дорогу на базу Организации. В Мире, Которого Никогда Не Было, Сора встречает Каири и Рику, выглядящего, как Бессердечный Ксеханорта, также он узнаёт о своей связи с Роксасом. Король Микки встречает ДиЗа, и выясняется, что ДиЗ и есть Ансем Мудрый. Ансем Мудрый хотел с помощью специальной машины создать виртуальную копию Королевства Сердец, но его машина взрывается и повреждает его. Сам Ансем исчезает неизвестно куда. Взрыв возвращает Рику его прежний вид. На вершине Замка, Которого Никогда Не Было Сора и его друзья сражаются с Ксемнасом. Ксемнас использует остатки Королевства Сердец, чтобы стать сильнее, и преобразовывается в разные формы. Когда Сора и Рику убивают Ксемнаса, они вместе с остальными возвращаются домой. Через год на Островах Судьбы Сора, Рику и Каири получают письмо от Короля Микки, текст которого спрятан от игрока.

## История разработки
Создание концепции Kingdom Hearts II началось ещё до выхода Kingdom Hearts Final Mix, но некоторые детали игры не были определены до июля 2003 года. Перед началом разработки Тэцуя Номура хотел пролить свет на некоторые неясности первой игры, в частности, создатели намеревались лучше показать Микки Мауса, чья роль поначалу была минимальной. За разработку игры отвечал первый производственный отдел компании Square Enix во главе с Ёсинори Китасэ, и бо́льшая часть дизайнеров участвовала в создании оригинальной Kingdom Hearts. Чтобы объяснить то, что у Соры в начале Kingdom Hearts II нет никаких способностей, Номура придумал поворот сюжета в Kingdom Hearts: Chain of Memories, где главный герой почти полностью теряет память.
Многие элементы игрового процесса были пересмотрены. Одни изменения были сделаны с целью исправить ошибки первой части, другие же планировались ещё в оригинальной Kingdom Hearts, но по каким-то причинам не были включены. Программисты переделали виртуальную камеру — теперь ею можно управлять с помощью правого аналогового стика геймпада DualShock 2, в то время как в первой части камерой нужно было управлять с помощью кнопок L1 и R1 на геймпаде. Полностью переработаны полёты на корабле Гамми и боевая система. Ни одна из анимаций для моделей первой Kingdom Hearts не была использована в Kingdom Hearts II: Номура говорил, что в этой части Сора повзрослел, и, следовательно, должен был измениться его стиль боя. Среди других изменений — более плавный переход от исследования игрового мира к бою. Чтобы углубить стратегическую составляющую боевой системы, в неё были введены Драйв-формы и «Команды реакции». Включение миров, основанных на игровом кино студии Уолта Диснея, стало возможным благодаря технологии создания трёхмерных моделей на основе кадров из кинофильмов.

### Разница между версиями
Международный релиз Kingdom Hearts II слегка отличается от японского оригинала в плане геймплея и сюжета, некоторые сцены были изменены. У босса Гидры в Олимпийском Колизее зелёная кровь, сочащаяся из ран; в американской локализации она была заменена чёрным дымом. Когда в Замке Дисней Дональд Дак пропускает свидание с Дейзи Дак, в японской версии она даёт ему пощёчину, в то время как в других релизах она просто делает ему строгий выговор. В английской версии также был изменён вид из снайперского прицела Ксигбара. Изменениям подверглась и анимация атаки Ксигбара: в японской версии он соединяет свои две пушки в снайперскую винтовку, а в американской он просто раскручивает своё оружие и стреляет из одной пушки. Была также отредактирована сцена смерти Акселя — в оригинале его тело сгорало. Наибольшему цензурированию подвергся мир Порт Рояль, основанный на фильме «Пираты Карибского моря: Проклятие „Чёрной жемчужины“». Сцена, взятая из фильма, где Уилл Тёрнер угрожает капитану Барбоссе покончить с собой, была переиначена, также были отредактированы сцены с присутствием крови. В американской локализации был изменён внешний вид пиратов: их мушкеты были заменены арбалетами (при этом звук стрельбы из огнестрельного оружия остался), а пираты перестали загораться, когда игрок использует на них огненные заклинания.

### Продвижение и выпуск
Секретный трейлер в игре Kingdom Hearts и её переиздании Kingdom Hearts Final Mix стал причиной слухов, что у Kingdom Hearts будет продолжение. Количество слухов увеличилось, когда японский сайт Quiter, посвящённый компьютерным играм, объявил, что, как сообщает некий анонимный источник из Square, разработка Kingdom Hearts II началась. Позже эти слухи подтвердились: проект был действительно анонсирован на игровой выставке Tokyo Game Show в 2003 году, вместе с Kingdom Hearts: Chain of Memories. Было объявлено, что действие Kingdom Hearts II происходит через год после Chain of Memories, которая, в свою очередь, происходит сразу после конца сюжетной линии первой Kingdom Hearts. Было подтверждено, что в этих играх будут присутствовать Сора, Дональд и Гуфи, а также был показан их изменённый дизайн.
На пресс-конференции Square Enix в 2004 году продюсер игры Синдзи Хасимото заявил, что многие неясности первой части будут объяснены во второй. Square Enix запустила японский официальный сайт-тизер в мае 2005 года, а англоязычный — в декабре того же года. На сайтах была опубликована информация о мирах и персонажах игры. По японскому телевидению транслировались рекламные ролики Kingdom Hearts II. Хотя игра была анонсирована ещё в сентябре 2003 года, конкретная дата выхода игры в свет стала известной только два года спустя. Оглядываясь в прошлое, Тэцуя Номура признал, что игра была слишком рано анонсирована и именно поэтому сама информация о Kingdom Hearts II появилась так поздно.

## Звук и музыка

### Музыка
Как и в предыдущих двух играх, за музыку отвечала композитор Ёко Симомура, но в то же время пианист Каору Вада и музыканты из Токийского филармонического оркестра принимали участие в создании оркестровых мотивов для песен. Саундтрек Kingdom Hearts II Original Soundtrack вышел 25 января 2006 года. Главная вокальная тема называется Passion, её сочинила и исполнила японская поп-певица Хикару Утада. В западном выпуске и в международной версии игры Kingdom Hearts II Final Mix+ используется версия этой песни на английском языке под названием Sanctuary, также сочинённая и исполненная Утадой. Участие японской певицы в создании саундтрека было объявлено 29 июля 2005 года. Как сказал Номура, Passion лучше отражает сюжет Kingdom Hearts II, чем «Хикари» (Simple and Clean в западном выпуске и в Kingdom Hearts Final Mix) — сюжет первой Kingdom Hearts и Kingdom Hearts: Chain of Memories. Альбом, содержащий песню Passion, вышел 14 декабря 2005 года, а Sanctuary была впервые показана в начале 2006 года на официальном сайте телеканала MTV.

### Озвучивание
В озвучивании персонажей Kingdom Hearts II, как и в предыдущих двух играх, были задействованы многие известные актёры озвучивания. Многие из них уже принимали участие в работе над предыдущими играми. В японской версии Сору озвучивает сэйю Мию Ирино, Рику — Мамору Мияно, Каири — Риса Утида. Среди новичков можно отметить Коки Утияму в роли Роксаса, Ику Накахару в роли Намине, и Гэндзо Вакаяму в роли ДиЗа. В английской версии озвучивания в роли Соры выступает Хэйли Джоэл Осмент, в роли Каири — Хейден Панеттьер и Дэвид Галлахер в роли Рику, новых персонажей озвучивали: Джесси Маккартни озвучивал Роксаса, Британни Сноу в роли Намине и Кристофер Ли в роли ДиЗа. Особые старания ушли на то, чтобы голоса диснеевских персонажей были похожи на оригинальные, поэтому были задействованы американские актёры Минг-На Вен, Джеймс Вудс и Зак Брафф, и японские сэйю Такаси Аояги, Коити Ямадэра, Ю Симака и Хироси Фудзиока. Если не удавалось взять актёров, непосредственно озвучивавших анимационные фильмы, приглашались знаменитости, озвучивавшие роли в связанных с этими фильмами произведениями, например, был взят Роберт Костанзо в роли сатира Фила вместо Дэнни Де Вито. В английской версии некоторым персонажам заменили озвучивание — Айрис, Сефирот, Леон и Геркулес, которых ранее озвучивали Мэнди Мур, Лэнс Басс, Дэвид Борианаз и Шон Остин, в Kingdom Hearts II озвучены Миной Сувари, Джорджом Ньюберном, Дугом Эрольцом и Тэйтом Донованом соответственно. Новый персонаж из серии Final Fantasy, Тифа, в японской версии озвучивена Аюми Ито, а в американской — Рэйчел Ли Кук.

## Final Mix+
После выхода игры сразу же появились слухи, что Square Enix планирует переиздать проект, в котором будет присутствовать новый игровой контент. В своём интервью журналу Weekly Shonen Jump Номура выразил интерес в выпуске международной версии Kingdom Hearts II, хотя, как он сказал, официально таких планов не было. Руководитель также сообщил, что у него уже есть несколько хороших идей для будущего переиздания на случай, если оно всё же начнёт разрабатываться. В сентябре 2006 года Square Enix анонсировала Kingdom Hearts II Final Mix+, где присутствовали новые сцены, боссы, локации и элементы геймплея. Как и в Kingdom Hearts Final Mix, в Final Mix+ используется английское озвучивание, но в то же время весь текст по-прежнему был написан на японском; в качестве заглавной вокальной темы также используется Sanctuary, а не Passion. Несмотря на это, в новых сценах, появившихся только в Final Mix+, используется японское озвучивание.
Kingdom Hearts II Final Mix+ вышел 29 марта 2007 года эксклюзивно для Японии. В нём присутствовали предметы, боссы и заставки, которых не было в оригинале. Вместе с Final Mix+ также прилагался диск с Kingdom Hearts Re:Chain of Memories, трёхмерным ремейком Kingdom Hearts: Chain of Memories. По данным Amazon.com, Kingdom Hearts II Final Mix+ была самой продаваемой компьютерной игрой в Японии за первую неделю после своего выпуска. Номура считает, что одной из причин популярности переиздания было то, что в комплекте с игрой давался диск Re:Chain of Memories. Несмотря на это, в японском игровом журнале Famitsu в июле 2011 года был опубликован рейтинг самых популярных игр, где Kingdom Hearts II Final Mix+ заняла первое место.

## Манга и ранобэ
В 2006 году начала выпускаться манга по мотивам игры в журнале Monthly Shonen Gangan, принадлежащем Square Enix. Автор адаптации — Сиро Амано, занимавшийся также работой по созданию комиксов по мотивам первой Kingdom Hearts и Chain of Memories. Первый том вышел в Японии в декабре 2006 года. В США переводом и распространением манги занималось издательство Tokyopop; выход первого тома состоялся в июле 2007 года.
Кроме манги, у игры существует новеллизация в формате ранобэ за авторством Томоко Канэмаки и художника Сиро Амано. Первый том Roxas — Seven Days вышел 22 апреля 2006 года и повествует о неделе, которую Роксас провёл в Сумрачном городе до пробуждения Соры. Второй том The Destruction of Hollow Bastion увидел свет 16 июля 2006 года, третий том Tears of Nobody, повествующий о прошлом Роксаса, был издан 29 сентября 2006 года, а четвёртая и последняя книга Anthem—Meet Again/Axel Last Stand — в феврале 2007 года.

## Отзывы и популярность
| Сводный рейтинг       | Сводный рейтинг |
| Агрегатор             | Оценка          |
| --------------------- | --------------- |
| GameRankings          | 87,46 %         |
| Metacritic            | 87/100          |
| MobyRank              | 85/100          |
| Иноязычные издания    |                 |
| Издание               | Оценка          |
| 1UP.com               | A+              |
| AllGame               | [ 54 ]          |
| Eurogamer             | 8/10            |
| Famitsu               | 39/40           |
| Game Informer         | 9/10            |
| GamePro               | [ 56 ]          |
| GameRevolution        | B+              |
| GameSpot              | 8,7/10          |
| GameSpy               | [ 59 ]          |
| GamesRadar+           | 7/10            |
| IGN                   | 7,6/10          |
| Play (UK)             | 9,5/10          |
| WorthPlaying          | 9/10            |
| Русскоязычные издания |                 |
| Издание               | Оценка          |
| Gameplay              | 5/5             |
| «Страна игр»          | 8,5/10          |
| Консоль               | 8,9/10          |

Kingdom Hearts II была тепло встречена игровой прессой и имела высокий уровень продаж. За первую неделю после выхода игры в Японии количество проданных копий приблизилось к миллиону и составило 730 000 экземпляров. Компания NPD Group объявила, что Kingdom Hearts II стала самой продаваемой приставочной игрой в Северной Америке, а количество проданных экземпляров составило 614 000. За месяц после выхода в Северной Америке было продано около миллиона дисков. Розничная сеть GameStop назвала Kingdom Hearts II, распространением которой она занималась в течение первого квартала 2006 года, самой продаваемой компьютерной игрой.

### Отзывы
Игра получила множество наград, включая Спутниковую награду, как «лучшая игра, основанная на уже существующей медиа-продукции». Вместе с Resident Evil 4 японский журнал Famitsu объявил Kingdom Hearts II игрой 2005 года. В опросе читатели Famitsu определили Kingdom Hearts II как двадцать девятую игру в списке ста лучших игр всех времён, что на десять мест ниже первой Kingdom Hearts. В списке «Выбор читателя» игр для PlayStation 2 по версии сайта IGN игра заняла первое место, в то время как журнал Eurogamer поставил её на 34-е место в списке пятидесяти лучших игр 2006 года. Журнал Electronic Gaming Monthly, посвящённый компьютерным играм, присудил Kingdom Hearts II награду «Лучшее продолжение», кроме того, игра попала в список пятидесяти лучших игр 2006 года журнала Game Informer. VideoGamer.com поставил Kingdom Hearts II на десятое место в списке десяти лучших компьютерных ролевых игр, а журналисты GamePro поставили эту игру на двадцать пятое место в списке лучших ролевых игр всех времён. Kingdom Hearts II получила почти идеальную оценку в 39/40 баллов в обзоре журнала Famitsu.
Критики хорошо отзывались об этой игре. Обозреватель GameSpy похвалил работу актёров озвучивания и назвал графику «наравне с лучшими творениями Square». Похвал также удостоилось фотореалистичное изображение локаций и персонажей из «Пиратов Карибского моря»: сайт IGN сообщил, что модели выглядят как настоящие актёры, оценив графику на девять баллов из десяти возможных. Японский сайт Gparta.com также похвалил внешний облик миров. Телеканал G4 присудил игре награды в номинациях «Лучшее озвучивание» и «Лучший саундтрек».
Как и у предыдущих игр серии, геймплей Kingdom Hearts II подвергся критике и был неоднозначно оценён. Рецензент GamePro назвал начало игры затянутым и скучным, но при этом похвалил бои в реальном времени. Рецензент GameSpot решил, что управление камерой было улучшено, однако оно до сих пор не идеально. IGN тоже одобрительно высказался о боевой системе, но при этом обругал искусственный интеллект напарников во время боя, тем не менее, хорошо высказавшись о сюжете (в частности, о способе его подачи) и новшествах в боевой системе. Gparta.com также похвалил сюжет и геймплей.